# El Tro, Ment Perfecta
El Tro, Ment perfecta, és un poema gnòstic escrit en llengua copta (encara que originalment va ser redactat en grec). És el llibre segon del còdex VI dels Manuscrits de Nag Hammadi (VI.2).

## Contingut
El Tro, Ment Perfecta o potser de forma més exacta El Tro, Intel·lecte Perfecte, és un extens i enigmàtic monòleg on un Salvador immanent exposa i discuteix diverses reivindicacions que poden semblar paradoxals sobre la naturalesa femenina de la divinitat. Aquestes afirmacions en forma de paradoxa es poden comparar amb els misteris grecs d'identitat. Són una forma comuna de poesia a l'àmbit mediterrani, especialment entre els egipcis i els hebreus, on deesses similars (Isis i Sofia, respectivament) exposen les seves virtuts a un públic atent, al que demanen que es comprometi a buscar el coneixement.
El text té la forma d'un poema amb estrofes paral·leles i se suposa que l'autor ha utilitzat exemples extrets de la literatura de l'Antic Testament. Pel que fa a la datació del text, només es coneix la versió copta trobada a Nag Hammadi, però no se saben ni l'autor, ni el lloc de composició ni la data. Pel context es pot pensar que estaria redactat a Alexandria al segle II o III. En tot cas és evident que el text s'hauria escrit en grec abans de l'any 350, data aproximada del manuscrit copte.